# Jereka
Jereka este o localitate din comuna Bohinj, Slovenia, cu o populație de 212 locuitori.